# Čokešina
Čokešina (izvirno srbsko Чокешина) je naselje v Srbiji, ki upravno spada pod Mesto Loznica; slednje pa je del Mačvanskega upravnega okraja.

## Demografija
V naselju živi 705 polnoletnih prebivalcev, pri čemer je njihova povprečna starost 41,9 let (40,6 pri moških in 43,4 pri ženskah). Naselje ima 282 gospodinjstev, pri čemer je povprečno število članov na gospodinjstvo 3,12.
To naselje je, glede na rezultate popisa iz leta 2002, večinoma srbsko.
|  |

| Demografija | Demografija     | Demografija     |
| Leto        | Št. prebivalcev | Št. prebivalcev |
| ----------- | --------------- | --------------- |
|             |                 |                 |
|             |                 |                 |
|             |                 |                 |
|             |                 |                 |
| 1948        | 1428            |                 |
| 1953        | 1469            |                 |
| 1961        | 1477            |                 |
| 1971        | 1334            |                 |
| 1981        | 1262            |                 |
| 1991        | 1117            | 997             |
| 2002        | 1066            | 881             |
|             |                 |                 |

| Etnična sestava po popisu iz leta 2002 | Etnična sestava po popisu iz leta 2002 | Etnična sestava po popisu iz leta 2002 | Etnična sestava po popisu iz leta 2002 | Etnična sestava po popisu iz leta 2002 |
| -------------------------------------- | -------------------------------------- | -------------------------------------- | -------------------------------------- | -------------------------------------- |
| Srbi                                   | Srbi                                   |                                        | 863                                    | 97,95%                                 |
| Romi                                   | Romi                                   |                                        | 9                                      | 1,02%                                  |
| Hrvati                                 | Hrvati                                 |                                        | 1                                      | 0,11%                                  |
| Rusi                                   | Rusi                                   |                                        | 1                                      | 0,11%                                  |
| Muslimani                              | Muslimani                              |                                        | 1                                      | 0,11%                                  |
| Neznano                                | Neznano                                |                                        | 6                                      | 0,68%                                  |